# 나카무라 스미레
나카무라 스미레(일본어: 仲邑 菫, なかむら すみれ, 2009년 3월 2일 ~ )는 일본의 프로 바둑 기사로 한국기원 소속 (객원)이다. 2019년 4월 10세 나이로 일본 최연소 프로 바둑 기사가 되었다.
그녀의 아버지는 프로 바둑 기사 나카무라 신야(仲邑信也) 9단이고, 어머니는 전 바둑 강사다.

## 생애
3살 때부터 바둑을 배웠고 3세 7개월 만에 아마추어 바둑 대회에 처음 출전했다. 그리고 5살 때 간사이 아마추어 여류 바둑 명인전 B반에서 우승했고, 6살 때는 미취학 아동 바둑 대회인 제4회 와타나베 가즈요 키즈컵에서 우승했다. 2015년 4월 오사카시 내의 초등학교에 통학하면서 여류 아마 대회, 소년·소녀 전국 대회에 출전하는 등 경험을 쌓았다.
8살 때 간사이 기원의 원생이 되어서 2017년 4월부터 12월까지 활동했지만, 실력 향상이 잘 되지 않자 어머니와 함께 주말마다 한국에 와서 바둑을 배웠다. 그러다가 2018년 1월 대한민국 서울특별시로 이사하여 바둑 단기 유학 형태로 같은 해 4월 9세에 한종진 바둑 도장을 다니면서 한국기원 연구생이 되었다. 그리고 일본기원의 프로 기사 신규 채용 제도의 도입에 따라 프로 바둑 기사 이시이 구니오 9단과 미무라 도모야스 9단의 추천을 받아서 같은 해 12월 본 제도의 규정에 의해 장쉬 9단과 시험 대국을 실시했다.
그리고 7대 기전 타이틀 홀더와 바둑 국가대표팀 감독 등에 의한 심사를 거쳐 2019년 1월 5일(이 날은 일본기원에서 "바둑의 날"로 제정한 날이다.)에 프로 입단이 공식 발표되었다. 그 후, 오사카부 히가시오사카시에서 이야마 유타 9단과 기념 대국을 했고, 그 외 대한민국의 여자 바둑 기사 최정 9단, 중화민국의 여자 바둑 기사 헤이자자 7단과도 기념 대국을 해서 패했지만 국내외로부터 많은 실력의 칭찬을 받았다. 마침내 2019년 4월 1일에 정식 프로 기사가 되었다.
스미레는 2019년 4월 22일 제29기 용성전 예선에서 입단 동기인 오모리 란(大森らん) 초단을 상대로 공식 프로 데뷔전을 치렀지만 패배했다. 이 대국으로 일본에서 프로 공식전 데뷔 최연소 기록을 수립했다. 그리고 그 해 4월 28일 일본기원 간사이 총본부에서 열린 비공식전인 제2회 와카컵(若竹杯) 1회전에서는 타네무라 사유리 2단을 상대로 승리했고, 2회전에선 동문 무라마츠 다이키 6단에게 패했다.
2020년 1월 간사이 총본부에서 일본기원 도쿄 본원에 이적했다. 3월에 초등학교를 졸업하고 도쿄로 이사하고 나서 4월에 중학생이 되었다.
2021년 3월 15일 승점 대상 기전(여류 기전 제외)에서 30승을 달성하며 승단 규정에 따라 사상 최연소(12살 0개월)로 2단으로 승단했다.(종전 1968년 조치훈 12세 3개월) 또 제46기 기성전에서는 FT 예선을 누르고 C 리그 진출을 이뤘다. 여류 기사의 기성전 C 리그 진출은 스즈키 아유미, 셰이민, 우에노 아사미, 후지사와 리나에 이어 역대 5번째이자 제46기에 C 리그에 진입한 후쿠오카 고타로의 15세 4개월을 갱신하는 최연소(12세 2개월) C 리그 진출이었다. C 리그 진입을 달성한 5월 6일 당시의 연간 성적 22승 2패는 일본기원기사 중 최고승수·최고승률이며 3월 18일부터 5월 13일에 걸쳐 13연승을 기록했다. 하지만 리그전에서는 0승 3패로 강등되고 말았다. 여류 기전에서는 제8기 아이즈중앙병원배 여류바둑토너먼트에서 본선 베스트 4, 제40기 여류본인방전·제6회 선흥배·제25기 여류기성전에서는 본선 8강까지 진출. 이렇게 나카무라 스미레의 2021년의 최종 성적은 43승 18패로, 승리 수는 일본기원 3위, 대국수 61로 공동 4위였다. 2021년 기도상 신인상도 수상했다. 2022년에는 제33기 여류명인전의 예선전을 돌파해, 리그 입성을 완수했다. 리그전에서는 우에노 아사미, 셰이민을 꺾는 등 5승 1패의 성적으로 후지사와 리나가 보유한 도전 3번기 대국에 진출했다. 그러나 도전 3번기에서는 후지사와 리나에게 0-2로 패배했다.
그 후 7월 17일에 열린 제7회 선흥배 여류최강전 준결승에서 강력한 우승 후보였던 후지사와 리나 5단을 꺾고 결승에 진출했지만 뉴 에이코 4단에게 패하면서 준우승에 그쳤다. 제41기 여류본인방전에서는 본선 4강. 8월엔 비공식 기전인 제3회 디스커버리배에서는 본선 최종전에서 전 대회 우승인 미우라 타로 2단을 꺾고 우승.또한 제9회 중국여자을조리그에 참전해 5승 2패의 성적을 올렸다. 10월 14일 2단 승단 후 승점 대상 기전에서 40승을 달성하며 3단으로 승단했다. 13세 7개월에서의 3단 승단은 조치훈의 13세 4개월에 이은 사상 2번째 연소 기록이며, 여류 기사로는 셰이민의 16세 4개월을 제치고 최연소 기록이다. 게다가 와일드카드로 출전한 메이저 국제 기전 삼성화재배 월드 바둑마스터스에서는 1회전에서 권효진을 누르고 16강에 올라 연령 제한이 없는 남녀 혼합 세계 기전에서 일본 여류 기사 최초로 승리. 2회전에서는 이형진에게 패배. 제26기 NTT도코모배 여류기성전에서는 도전자 결정전에서 후지사와 리나를 물리치고 도전자 3번기 진출했다. 나카무라 스미레의 2022년 연간 성적은 48승 22패로, 승리수는 일본기원 3위, 대국수 70전으로 3위를 기록했다. 드디어 2023년 2월 6일 제26기 NTT도코모배 여류기성전 도전 3번기에서 여류기성 통산 5번째 우승에 도전한 우에노 아사미를 꺾고 2승 1패로 생애 첫 여류메이저기전 우승을 했다. 이는 13세 11개월로 사상 최연소로 타이틀 획득했다. ♦ 종전 기록은 후지사와 리나가 2014년 아이즈중앙병원배 여류바둑토너먼트 우승했을 당시 나이가 15세 9개월이었다.
같은 해 9월 스미레는 톱기사를 많이 배출하고 있는 한국기원으로 거점을 옮길 뜻을 밝히고, 한국기원에 입단 시험을 거치지 않고 소속할 수 있는 객원 기사 등록을 신청했다. 그동안 물밑에서 나돌던 이 같은 내용은 지난 8일 밤에 진행된 한 인터넷 방송에서 김영삼 9단이 언급하며 수면 위로 떠올랐고, 일본기원에서도 이 사실을 공식 인정했다. 그 후 9월 13일 한국프로기사협회는 나카무라 스미레의 객원 기사 신청안을 통과시켰고, 9월 15일에 한국기원이 운영위원회를 열고 이를 승인했다. 그리고 한국기원은 2023년 10월 26일 오후 한국기원 2층 대회장에서 이사회를 열어 나카무라 스미레 3단의 이적 신청서를 최종 확정했다. 나카무라 스미레는 2024년 초에 열리는 제27기 여류기성전 도전기를 마친 후 한국기원 객원기사로 활동할 예정이라고 한다. 스미레는 한국기원 객원 기사 신청이 통과된 후 도쿄 일본기원에서 일본 매체와 기자회견을 가지기도 했다. 2024년 1월 18일~2월 5일에 열린 제27기 여류기성전에서는 도전자인 우에노 리사에게 종합 전적 1-2로 패하며 타이틀 방어에 실패했다.

## 기타
- 목표로 삼고 있는 바둑 기사는 대한민국의 박정환이며, 존경하는 기사는 이야마 유타, 후지사와 리나, 셰이민이라고 한다.
- 좋아하는 음식은 야키니쿠·김치찌개이고,[15] 좋아하는 교과는 체육이라고 한다.
- 대한민국에 유학 와서 바둑 수업을 받는 동안 한국어도 말할 수 있게 되었다고 한다. 3살 때부터 바둑을 배운 이래, 매일 7~9시간을 바둑 공부에 할애한다고 한다.
- 장쉬 9단은 스미레와의 시험 대국 후에 "9살에 이만큼 둘 수 있다니 충격적이었다"고 말했다.
- 이야마 유타 9단은 스미레와의 특별 대국에서 "자신이 도중까지 확실히 힘든 전개였다"라고 말했다.
- 2019년 1월 12일에 오사카시 고노하나구의 고노하나 경찰서에서 1일 서장을 맡았다.
- 프로 데뷔 대국이었던 제29기 용성전 예선에서 기존 대형 룸의 여러 사람이 대국이 아니라 등기를 두고 바둑 장기 채널 등의 텔레비전 생중계에서 특별 대국실을 만드는 형태의 이례적인 프로 데뷔 대국이 됐다. 그리고 대국을 취재하기 위해 외신을 포함 약 40개 100명의 보도진도 대국실에 들어갔다.
- 2019년 5월 1일 레이와 원년 2019 시즌 일본 프로 야구 요미우리 자이언츠 대 주니치 드래건스와의 경기 전에 시구를 했다. 자이언츠 유니폼을 입었으며 백넘버는 15번이었다. 그리고 공을 잡은 포수는 아베 신노스케였다.
- 2019년 5월 21일 중화인민공화국 베이징시에서 개최된 제4회 몽백합배 세계 바둑 오픈전 세계바둑오픈 통합예선에서 국제 기전 데뷔전을 가졌지만 왕천싱 5단에게 패했다. 이때 다른 대국 회장과는 별도로 인터넷 중계된 특별 대국실이 마련되었다. 한편 녜웨이핑 9단은 이번 기전에 나선 나카무라 스미레의 실력을 칭찬했다. 같은 해 10월 10일 몽백합배 주최측으로부터 와일드카드로 선정되어 본선행 막차를 탔지만 본선 1회전에서 리쉬안하오에게 패해 탈락했다.